# بروک رابوتو
بروک رابوتو (انگلیسی: Brooke Raboutou; ۹ آوریل ۲۰۰۱) سنگ‌نورد زن فرانسوی‌تبار اهل ایالات متحده آمریکا بود.